# Rówienica
Rówienica – osada w Polsce położona w województwie kujawsko-pomorskim, w powiecie świeckim, w gminie Drzycim.
Według Narodowego Spisu Powszechnego (III 2011 r.) liczyła 71 mieszkańców. Jest trzynastą co do wielkości miejscowością gminy Drzycim.
W parku dworskim rośnie Jarząb brekinia o obwodzie 200 cm, ustanowiony pomnikiem przyrody w 1993 roku.

## Historia
W drugiej połowie XVII wieku osiedlił się tu Maciej Pląskowski. Następnie wieś odziedziczył jego syn Wojciech, który sprzedał ją swojemu stryjecznemu bratu.
W latach 1975–1998 miejscowość administracyjnie należała do województwa bydgoskiego.